# Posavina (tổng)
Tổng Posavina(tiếng Croatia županija) là một tổng của Liên bang Bosna và Hercegovina. Đây là tổng nhỏ nhất trong 10 tổng của quốc gia này, với diện tích 325 km² và dân số 43.588 người (năm 2003), 83% trong số đó là người Croatia. Thủ phủ tổng là Orašje (a town of ca. 3,400 residents).

## Các đô thị
Tổng này bao gồm các đô thị Domaljevac, Odžak, Orašje.

## Thông tin nhân khẩu
In 2003, cơ cấu dân số thổng Posavina như sau::
- Người Croatia: 36,049 (82.8%)
- Người Bosnia: 6,360 (14.6%)
- Người Serbi: 728 (1.8%)
- others: 367 (0.8%)

## Địa lý
Tổng này nằm gần biên giới với Croatia và gần sông Sava tạo thành biên giới tự nhiên giữa Croatia và Bosna và Hercegovina.
Posavina là một vùng nằm trên một phần của Bosna và Hercegovina và một phần của Croatia. Do đó, tổng này đôi khi được gọi là Bosanska Posavina (Bosnian Posavina).